# Шайгарданов Юрій Ахтямович
Шайгарданов Юрій Ахтямович (рос. Юрий Ахтямович Шайгарданов) — радянський та російський кінооператор. Заслужений діяч мистецтв Росії (2003).
Народився 29 липня 1954 р. в м. Уфа, СРСР. Закінчив операторський факультет Всесоюзного державного інституту кінематографії (1983, майстерня В. Юсова).
Працював на Казанській студії кінохроніки, «Мосфільмі». 
З 1987 р. — на «Ленфільмі». 

## Фільмографія
Серед знятих фільмів:
- «Вийти заміж за капітана» (1985, 2-й оператор у співавт.)
- «Згадаємо, Товаришу» (1987)
- «Ви чиї, старі?» (1988)
- «Собаче серце» (1988)
- «Мандрівний автобус» (1989)
- «Гамбрінус» (1990, Одеська кіностудія)
- «Лапа» (1991)
- «Любов, передвістя печалі...» (1994)
- «Країна глухих» (1997)
- «Жіноча власність» (1999)
- «Бременські музиканти & Co» (2000)
- «Магнітні бурі» (2003)
- «Убивча сила» (2000–2005, у співавт.)
- «Каменська»-4, 5 (2005)
- «Поцілунок метелика» (2006)
- «Чарівник» (2008)
- «Каменська»-5 (2008)
- «Будинок на узбіччі» (2010)
- «Жила-була одна баба» (2011, у співавт.)
- «Справжнє кохання» (2012) та ін.